# Ollantaytambo-Lares-Valle Lacco

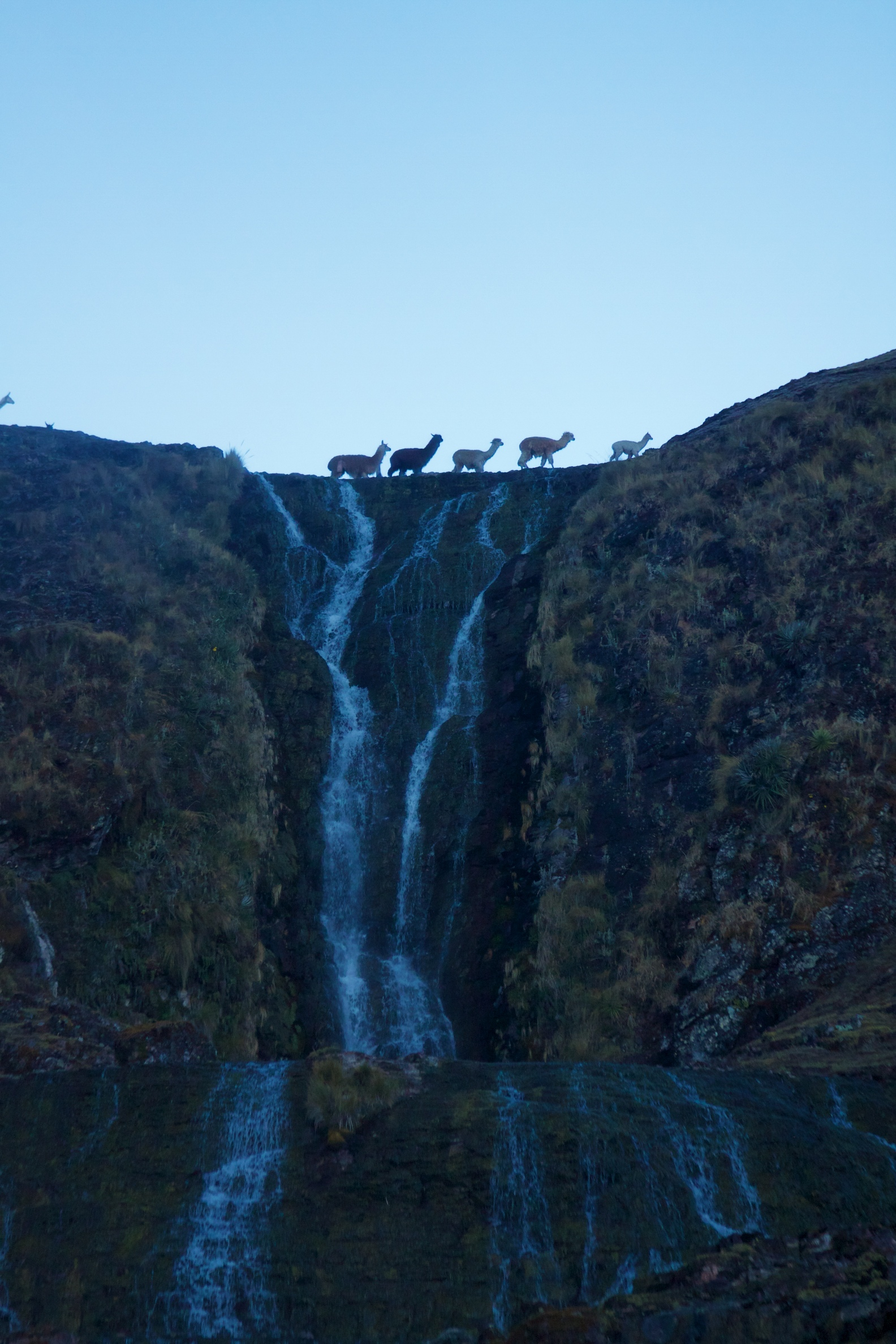
Llamas cruzando el "arroyo de rocas" en Lares - Perú.

El tramo Ollantaytambo-Lares-Valle Lacco es parte del camino inca que se encuentra en el departamento de Cusco en Perú.
El tramo tiene una longitud de 130.79 Km y se divide en sub tramo: Ollantaytambo-Huacahuas, Huacahuasi-Choquecancha, Choquecancha-Paucarpata y Paucarpata-Walla-Ch’uruqmayo.
Los sitios arqueológicos asociados se encuentra Ollantaytambo, Pinkulluna, Munaypata,  Pumamarka, Markaqocha. subtramo  Huacahuasi - Choquecancha, Choquecancha - Paucarpata , Paucarpata-Walla, Walla–Ch’uruqmayo, Machu K’uchu, Jardinniyoq, Ushnu de Choquecancha , Hawqani, Umacalle, Walla,  Torremoqo, Luqma Kancha, Llaqtapata (Huyway), Hatun Monte, Apukatina, Llaqtapata (Qellomayo) y  Qorimayo.
Los pobladores locales usan para su traslado a las chacras, pastizales, e inter comunicarse. Las actividad económica básicamente se dedican a la agricultura de autoconsumo.
El sistema vial conduce a las zonas del Chinchaysuyu y Antisuyu, asociados a los sistemas de producción para el consumo como la coca.
El tramo Ollantaytambo-Lares-Valle Lacco fue incorporado a los sitios Patrimonio Mundial como parte del Sistema Vial Andino, Qhapaq Ñan.

## Ubicación
Se encuentra ubicada en los distritos de Ollantaytambo, Lares y Yanatile, ubicada en las provincias de Urubamba y Calca. La zona es zona predominantemente montañoso formado por la cadena montañosa de Vilcabamba y Vilcanota.
Abarca la zona andina y selva alta; entre los ecosistema se encuentra los bosques, matorral, herbazal y lagunas. Las zonas de vida son el páramo pluvial, subalpino subtropical y bosque muy húmedo montano subtropical.